# وكالة تنظيمية
الوكالة التنظيمية (أيضًا تُسمى وكالة وظيفية، أو سلطة تنظيمية، أو هيئة تنظيمية) هي سلطة عامة أو وكالة حكومية مسؤولة عن ممارسة سلطة مستقلة على بعض مجالات النشاط البشري بصفة تنظيمية أو إشرافية .
يتم عادةً إنشاء السلطات التنظيمية لفرض السلامة والمعايير، ولحماية المستهلكين في الأسواق التي تفتقر إلى المنافسة الفعالة أو احتمال ممارسة القوة السوقية بلا داعٍ. تشمل الأمثلة على الوكالات التنظيمية التي تفرض المعايير إدارة الغذاء والدواء في الولايات المتحدة ووكالة تنظيم الأدوية ومنتجات الرعاية الصحية في المملكة المتحدة؛ وفي حالة التنظيم الاقتصادي، مكتب أسواق الغاز والكهرباء وهيئة تنظيم الاتصالات في الهند.